# The OD EP
Albums de Danny Brown
Black and Brown!
(2011) Old
(2013)
The OD EP est un EP du rappeur américain Danny Brown sorti le 25 septembre 2012.
Les trois premiers morceaux de l'album sont d'abord publiés dans l’édition Deluxe de son album XXX.

## Liste des titres
| No | Titre                       | Durée |
| -- | --------------------------- | ----- |
| 1. | Baseline                    | 2:40  |
| 2. | Witit                       | 2:43  |
| 3. | Shouldn't of                | 2:29  |
| 4. | Baseline (instrumental)     | 2:40  |
| 5. | Witit (Instrumental)        | 2:43  |
| 6. | Shouldn't of (instrumental) | 2:29  |